# Cinesiologia
La cinesiologia (del grec κίνησις kínēsis 'moviment', i logos, 'tractat, estudi') és la ciència que estudia el moviment humà i la seva relació amb la salut global de l'organisme. Cal diferenciar la cinesiologia, que és la ciència que estudia els moviments del cos humà, de la cinesiologia aplicada, que és una pseudociència.
La cinesiologia combina l'anàlisi de diferents aspectes biològics del moviment, com l'anatòmic, fisiològic, neurològic, bioquímic i biomecànic. La cinesiologia es pot aplicar en àmbits com la teràpia física, l'ocupacional, la quiropraxi, l'osteopatia, l'exercici físic, el massatge terapèutic i l'ergonomia, amb objectius terapèutics, preventius o de rendiment. A més, la cinesiologia també inclou l'estudi de les aplicacions pràctiques d'aquesta ciència, com ara, en el cas del dolor crònic o la mesura de determinats efectes fisiològics.
A Canadà, la cinesiologia és una professió de salut regulada, mentre que als Estats Units, l'Associació Americana de Cinesiologia és l'organització nacional per a programes universitaris de cinesiologia.
D'altra banda, la pràctica coneguda com a cinesiologia aplicada és una pseudociència que es basa en la cinesiologia, però que no ha estat validada científicament. Es considera una pseudociència i és utilitzada per a la diagnosi i el tractament de diferents condicions, però ha estat desaconsellada pel National Institute for Health and Clinical Excellence del Regne Unit.